# Alluitsup Paa
Alluitsup Paa är en grönländsk bygd i Kujalleq kommun. Med sina omkring 390 invånare år 2005 var Alluitsup Paa den största bygden i dåvarande Nanortalik kommun. Bygden grundades som handelsstation 1830.